# آلي برازيل
آلي برازيل (بالإنجليزية: Ally Brazil)‏ (10 ديسمبر 1958 في المملكة المتحدة - ) هو لاعب كرة قدم بريطاني في مركز الدفاع. شارك مع منتخب اسكتلندا تحت 21 سنة لكرة القدم. أما مع النوادي، فقد لعب مع نادي هيبرنيان وهاميلتون أكاديميكال وفورفار أثلتيك ‏.

## وصلات خارجية
- آلي برازيل على موقع قاعدة بيانات كرة القدم.إي يو (الإنجليزية)